# 폭동
폭동(暴動, riot)은 다수의 사람들이 특정한 권위, 재산, 사람에 대하여 폭력 행위를 일으켜 사회의 안녕과 질서를 어지럽게 하는 일을 의미한다. 그 강도는 내란에는 미치지 못하나 소요보다는 강하다. 폭동을 주도하거나 여기에 가담한 자들의 무리를 폭도(暴徒)라고 부르기도 한다.

## 특징
폭동을 주도하는 자는 소수의 인물이지만 폭동에 참여하는 다수 사람들은 소규모 집단 여럿이 비조직적으로 뭉친 형태를 띤다. 이들의 행동은 무질서하여 군집 행동의 모습을 보인다. 그러나 폭동 가담자들이 단순히 비이성적이거나 무질서하게 움직이는 것이 아니라, 실제로는 반(反) 사회적 규범이라는 행동강령을 따르는 것이라는 연구가 설득력을 얻고 있다.
폭동이 발동되는 조건으로 참가자의 수가 그것을 제압할 수 있는 공권력을 압도할 정도로 많아야 한다는 것이 있다. 참가자 한 명은 몇 안 되는 무리에 끼어 있으면 확실하게 체포당하겠지만 무리의 수가 많아질수록 신변상 불이익을 입을 확률은 점점 낮아진다. 따라서 참가자는 자신이 치를 비용(체포당하는 것)이 없으리라 생각하는 시점에서 폭동에 참여하게 된다는 것이다.
폭동에서는 보통 공공 또는 개인 재산의 파괴행위가 발생하는데, 폭동 세력이 어떤 성향을 띠느냐에 따라 파괴 대상이 되는 재산도 상점, 자동차, 공공기관, 종교시설 등 다양하다.

## 효과

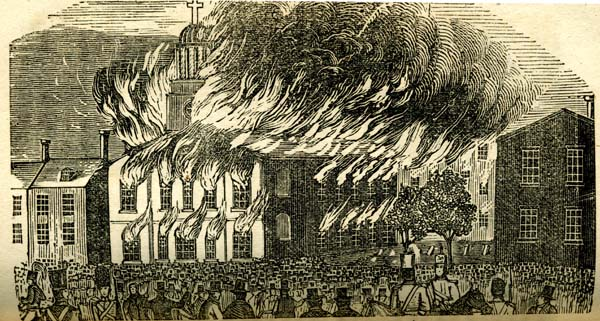
1844년 필라델피아 이민 배척주의자 폭동 사건 당시 불타고 있는 성 어거스틴 교회.

폭동은 경제적, 정치적으로 여러 다양하고 복잡한 효과를 일으킨다. 인명과 재산 피해가 발생하는데 그 정도는 보통 즉각적으로 계량화가 가능하다. 예를 들어 1992년 로스앤젤레스 폭동 당시 피해규모는 구체적으로 집계되었는데 사망자 51명, 부상자 2,383명, 체포자 8,000명에 700개 이상의 상점이 불에 탔다. 재산피해는 10억 달러 이상으로 추정되었고 최소 10명이 경찰이나 주 방위군의 총에 맞아 죽었다.

## 폭동 진압

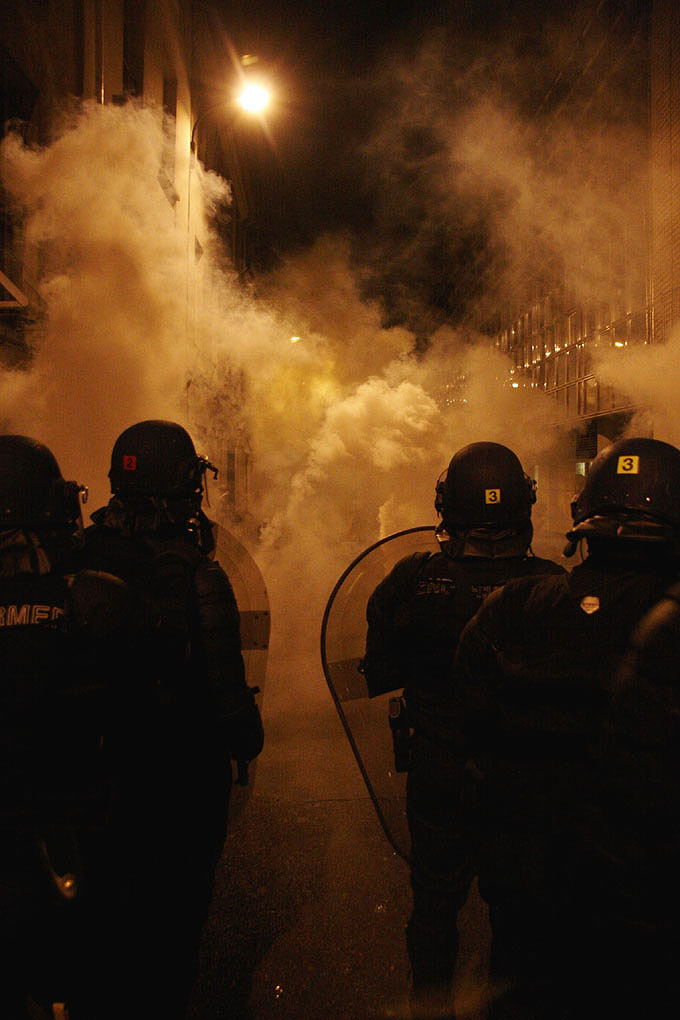
폭동 진압에 투입되는 인력은 보통 방호구와 방패로 무장한다. 사진의 진압인력은 최루탄을 살포하고 있다.

폭동을 진압하는 데에는 보통 경찰력이 동원되나 세부적인 방식은 국가마다 다르다. 폭동 참가자들을 무력화시키기 위해 여러 도구를 사용하는데 예로 물대포, 플라스틱탄, 고무탄, 페퍼 스프레이, 콩주머니 탄환 등이 있다. 세계 각국의 경찰은 효과적인 진압을 위해 주동자 체포조 등 특수한 조직을 운용하고 있다.
폭동 가담자들은 경찰이 시위대를 자극하여 폭력행위를 유도한다는 이유로 경찰을 기소하기도 한다. 위에 나열한 진압도구는 원래 비살상 목적으로 만들지만 충돌 과정에서 사망 또는 부상 사고가 발생할 때가 있다. 대표적 예로 1970년부터 2005년까지 북아일랜드에서 일어난 소요사건에서 총 17명이 고무탄에 맞아 목숨을 잃었다.

## 종류
폭동의 종류는 참여자, 발생장소, 원인을 만든 상황 등에 따라 다양하다. 구체적으로 아래와 같은 것들로 분류할 수 있다.
- 폭동적 시위진압(police riot): 경찰이 자행하는 폭동으로 해석할 수 있다. 직역으로는 '경찰 폭동'이지만 대한민국 판례상 용례에 따른다.
- 감옥 폭동: 교도소 등 범죄자를 수용하는 시설에서 발생한다.[8] 발생 원인은 여러 가지가 있지만 대표적으로 과도한 수용인원 등으로 수용 환경이 악화되는 것을 들 수 있다.[9]
- 인종 폭동
- 종교 폭동
- 학생 폭동
- 도시 폭동
- 스포츠 폭동
- 식량 폭동: 국가 경제가 붕괴하여 재화가 국민들에게 제대로 지급되지 못할 때 발생한다.[10]

## 논란
이 단어는 가담자들을 반사회적 폭력행위자로 보는 부정적 시각을 전제로 하기 때문에 보다 완곡한 단어(예를 들면 소요)로 바꾸라는 요구가 나올 때도 있다. 그러나 시위진압을 옹호하는 쪽에서는 이러한 요구를 '정치적 올바름'으로 해석하여 비판적으로 보기도 한다.

## 같이 보기
- 2007-2008년 세계 식료품 가격 위기
- 민중봉기
- 퍼거슨 불온사태
- 조지 플로이드 시위
- 반란적 아나키즘
- 2021년 미국 국회의사당 습격
- 포그롬
- 인두세 폭동
- 반란
- 리치먼드 빵 폭동
- 스톤월 항쟁
- 털사 인종 학살
- 2025년 서울서부지방법원 습격